# Steinauer
Steinauer – wieś w Stanach Zjednoczonych, w stanie Nebraska, w hrabstwie Pawnee.